# 10. ceremonia wręczenia Węży
10. ceremonia rozdania Węży – gala rozdania antynagród filmowych przyznawanych najgorszym polskim filmom za rok 2020. Nominacje do nagród zaprezentowano 1 kwietnia 2021 roku, z kolei ogłoszenie wyników odbyło się 24 kwietnia tego samego roku.
Najwięcej statuetek (po trzy) otrzymały filmy 365 dni w reżyserii Barbary Białowąs i Tomasza Mandesa oraz Pętla w reżyserii Patryka Vegi.

## Laureaci i nominowani[2]

### Wielki Wąż – najgorszy film roku
- 365 dni („za skok libido w dół, którego nie powstydziłby się najlepszy spadochroniarz świata Felix Baumgartner.”)
  - Pętla („za idiotyczny obraz nawrócenia epatujący zbędnym seksem, słowem Thais XXI wieku”.)
  - Bad Boy („za zamroczony impotencją najgorszy piłkarski spektakl od czasu przegranej Reprezentacji Polski z Armenią w 2007 roku”)
  - Swingersi („za zmarnowanie atrakcyjnego tematu i nudną, jałową komedię pełną czerstwych sucharów.”)
  - Mayday („za utrwalanie stereotypów i kompletny brak poczucia humoru, co w przypadku farsy jest szczególnie dotkliwe”)

### Najgorsza reżyseria
- Patryk Vega – Pętla
  - Barbara Białowąs i Tomasz Mandes – 365 dni
  - Patryk Vega – Bad Boy
  - Andrejs Ekis – Swingersi
  - Michał Kondrat – Czyściec

### Najgorszy scenariusz
- Tomasz Klimala – 365 dni
  - Olaf Olszewski, Patryk Vega – Bad Boy
  - Grzegorz Barłog, Olaf Olszewski, Patryk Vega – Pętla
  - Andrejs Ekis – Swingersi
  - Sam Akina, Wojciech Pałys, Jules Jones, Hanna Węsierska – Mayday

### Najgorsza rola męska
- Michał Koterski – Swingersi
  - Maciej Stuhr – Bad Boy
  - Antoni Królikowski  – Pętla
  - Michele Morrone – 365 dni
  - Krzysztof Czeczot – Zenek

### Najgorsza rola żeńska
- Katarzyna Warnke – Pętla
  - Anna-Maria Sieklucka – 365 dni
  - Joanna Liszowska – Swingersi
  - Katarzyna Zawadzka – Bad Boy
  - Małgorzata Kożuchowska – Czyściec

### Najgorszy duet na ekranie
- Anna Maria Sieklucka i Michele Morone – 365 dni
  - Joanna Liszowska i Michał Koterski – Swingersi
  - Katarzyna Zawadzka i Maciej Stuhr – Bad Boy
  - Katarzyna Warnke i Antoni Królikowski – Pętla
  - Małgorzata Kożuchowska i Andrzej Grabowski – Czyściec

### Występ poniżej talentu
- Maciej Stuhr – Bad Boy
  - Grażyna Szapołowska –  365 dni
  - Andrzej Grabowski – Bad Boy
  - Eryk Lubos – Wyzwanie
  - Daniel Olbrychski – Raz, jeszcze raz

### Najbardziej żenująca scena
- „Wygrzmocę was wszystkich” (Michał Koterski) – Swingersi
  - „Dokąd idziesz?” na jachcie  (Anna Maria Sieklucka i Michele Morone) – 365 dni
  - Masturbacja (Maciej Stuhr) – Bad Boy
  - Gwałt (Katarzyna Zawadzka i Maciej Stuhr) – Bad Boy
  - Wypadnięcie implantów – Bad Boy

### Efekt specjalnej troski
- Poród – Pętla
  - Boskie światło – Czyściec
  - Zmiana Zenka na starszego – Zenek
  - Odmłodzenie bohaterów – Raz, jeszcze raz
  - Rozmazanie Henryka Talara – Pętla

### Najgorszy teledysk okołofilmowy
- Książę Kapota x Avi – „LeLeLe” – Asymetria
  - Michele Morone – „Feel it.” – 365 dni
  - Kobranocka – „Raz, jeszcze raz” – Raz, jeszcze raz
  - O.S.T.R. & Sebastian Fabijański – „Psy. W imię zasad” – Psy 3. W imię zasad
  - Marcin Maciejczak – Jeśli powiem – Tarapaty 2

### Najgorszy plakat
- Zenek (producenci Krystyna Świeca, Magdalena Nowacka, Piotr Galon; dystrybucja TVP Dystrybucja kinowa)
  - Bad Boy (producent Patryk Vega; dystrybucja Kino Świat)
  - Czyściec (producent Michał Kondrat; dystrybucja Kino Świat)
  - Swingersi (producent Kristians Alhimionoks; dystrybucja Mówi Serwis)
  - Banksterzy (producent Kazimierz Rozwałka; dystrybucja Kino Świat)

### Najgorszy przekład tytułu zagranicznego
- Kwiat szczęścia – Little Joe (Against Gravity)
  - Tyler Rake: Ocalenie – Extraction (Netflix)
  - Pojedynek na głosy – Military Wives (Best Film)
  - Poznajmy się jeszcze raz – La Belle Epoque (Gutek Film)
  - Obraz pożądania – The Burnt Orange Heresy (Best Film)

## Podsumowanie liczby nominacji
(Minimum dwóch nominacji)
12: Bad Boy
9: 365 dni
8: Pętla, Swingersi
5: Czyściec
3: Raz, jeszcze raz, Zenek
2: Mayday